# بلیاشی (روستا)
بلیاشی (به لاتین: Belyashi) یک منطقهٔ مسکونی در روسیه است که در جمهوری آلتای واقع شده‌است.